# Pato à pequim

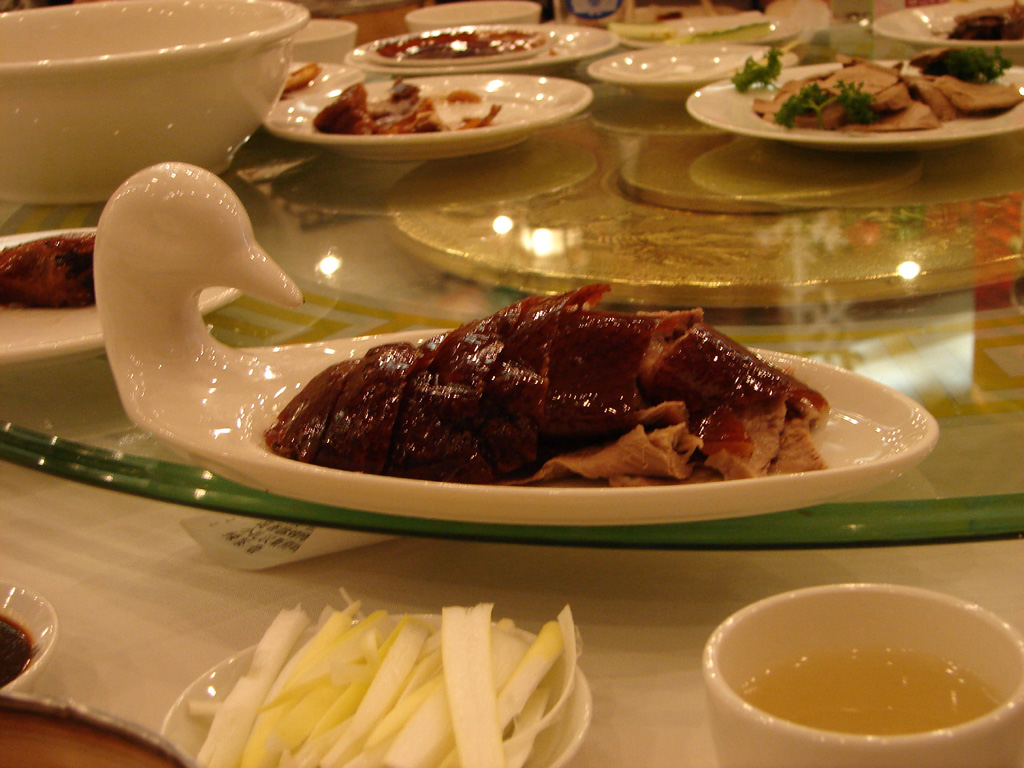
Pato à Pequim

O pato assado de Pequim, também conhecido como “pato à Pequim” ou pato laqueado no Brasil, é um dos pratos mais famosos da culinária da China. É uma receita muito antiga, servida nas cortes imperiais da China, feita com patos criados especialmente para esta preparação, temperados com molhos específicos, assados em fornos especiais e servidos com crepes muito finos, depois da carne ser cuidadosamente fatiada.  O consumo diário de patos assados em Beijing é, em média, de 3000. 
A pele do pato assado fica com uma cor avermelhada brilhante, por causa dos molhos, em especial do mel ou maltose com que é coberta, mas também da forma de assar: tradicionalmente, os patos são pendurados num forno aquecido com o fogo de madeiras rijas aromáticas, principalmente de árvores de fruto, como tamareira-da-china, pereira ou pessegueiro, que não produzem fumo. Embora este sistema ainda seja utilizado, o Antigo Restaurante Bianyifang passou a usar um forno com grelhas horizontais, aquecido com o fogo de palha de sorgo e os patos só são postos a assar quando o fogo se apaga, apanhando apenas o calor das paredes, o que faz com que a pele fique tostada, mas a carne continue tenra e gostosa no fim do assado. Existe ainda um terceiro método, usado desde o período Qianlong, que consiste em assar o pato num espeto que se vai virando; este método imita a forma tradicional de assar o leitão, cuja pele crocante foi a motivação para esta nova forma de preparar o pato. 

## Criação e preparação dos patos
Tradicionalmente, os patos criados para este prato pertencem a uma raça especial, o “pato-de-pequim”. São deixados à solta durante as primeiras três semanas de vida e depois são alimentados à força quatro vezes por dia por mais 4-5 semanas, até ficarem bem gordos e com um peso de cerca de 2,5 kg. Para a preparação, os patos são sacrificados, depenados, eviscerados e cuidadosamente lavados. As vísceras do pato, assim como as asas são guardadas para preparar as mais de 20 iguarias que fazem parte dum “banquete de pato à Pequim”. 
A seguir, sopra-se ar através do pescoço (algumas receitas aconselham o uso duma bomba de bicicleta), para que toda a pele se separe da gordura. O pato é depois fervido rapidamente e pendurado a secar pelo pescoço. Enquanto está a secar, durante 24 horas, o pato é pincelado várias vezes, por dentro e por fora, com mel ou xarope de maltose misturado com molho de hoisin, óleo de gergelim e, querendo, corante vermelho (colorau). Antes de colocar no forno, a cavidade do pato é fechada e cheia com água quente.

Os tipos de forno estão descritos acima e o tempo necessário para assar um pato, geralmente entre 30 e 40 minutos, depende do tipo de forno, da temperatura e do tamanho do pato. Num forno caseiro, o processo de assadura pode levar até uma hora e meia.  Durante o processo, os patos são virados várias vezes e, no caso da assadura pendente, o pato pode ser levado durante alguns segundos para junto do fogo. Todo este processo deve assegurar que a pele fique com uma cor castanha e brilhante. 

## Forma de servir
O pato à Pequim é servido por um cozinheiro que o prepara à frente dos clientes (ou convidados), apresentando em primeiro lugar a pele tostada, que os comensais podem mergulhar num molho de vinagre com alho e açúcar (ou molho de soja, ou molho de hoisin) antes de comer; a seguir, a carne, finamente trinchada. Um chef experiente é capaz de cortar 100-120 fatias dum pato em 4-5 minutos.  A questão de saber se a pele deve ser saboreada junta ou separadamente da carne está ainda em discussão, mas supõe-se que os comensais devem escolher a forma que mais lhes agrade. 
Os crepes muito finos, por vezes chamados “panquecas mandarim”,  encontram-se em pratinhos sobre a mesa, assim como cebolinhos e molho doce de feijão (tian mian jiang, ou 甜面酱) .  Os comensais devem colocar um crepe no seu prato, barrá-lo com molho doce, usando um cebolinho como “pincel”, deixar o cebolinho sobre o crepe e, com os pauzinhos, servir-se de 3-4 pedaços de carne, e enrolar o crepe para comer. 
A carne e ossos que ficaram podem servir para preparar um caldo, ou ser salteados com molho doce de feijão. Um “banquete de pato à Pequim” deve já ter começado com várias entradas feitas com as vísceras do pato, incluindo as “quatro delícias”: asas, fígado, coração e pâncreas. Outras especialidades são preparações da língua, do cérebro, dos rins e dos ovos da pata.  No entanto, os ossos, cabeça e pescoço, podem ser usadas na cozinha do restaurante para preparar outros pratos. 

## Os crepes ou panquecas mandarim
São feitos com farinha de trigo desfeita em água fervente, a que depois se junta água fria e se amassa até formar uma bola. Deixa-se descansar coberta com um pano húmido e depois transforma-se numa “salsicha”, que se corta em pedaços e se transformam em rodelas, que se achatam com a mão; pincelam-se com óleo de gergelim e, juntando duas rodelas, estendem-se com um rolo até ficarem bem finas e assam-se numa frigideira em fogo brando. São estas panquecas que servem para comer o pato à Pequim. 

## Molhos
Para além das variações regionais de muitas preparações culinárias, que dificultam a escolha duma receita, ainda tem que se considerar as diferentes traduções e transliterações e a diferença de culturas que leva à utilização de nomes diferentes para a mesma coisa. No caso dos molhos usados para o pato à Pequim, tanto no tempero, como na mesa, as referências consultadas não são claras em relação ao molho de hoisin, ao molho de soja (em alguns casos, aparentemente chamado “shoyu”) e ao molho doce de feijão (tian mian jiang). A discussão que se encontrou  mostra que não há uma “receita oficial” para os molhos utilizados no pato à pequim e que há muitas possibilidades de temperar e servir esta iguaria. 

## História
O primeiro documento descrevendo o pato assado na corte imperial pode ter sido o tratado “Receitas Completas de Comidas e Bebidas”, escrito em 1330 por Hu Sihui, inspector das cozinhas imperiais durante a Dinastia Yuan. No século XV, quando a Dinastia Ming mudou a capital de Nanquim para Pequim, o pato assado continuou a ser uma das iguarias famosas da corte. De acordo com a tradição local, o primeiro restaurante de pato assado de Pequim foi o Bianyifang, que abriu durante o reinado de Jiajing (1522-1566); aparentemente, foi neste restaurante que se mudou o sistema de assar os patos pendurados, por baixo dos quais se encontrava madeira a arder (sistema que ainda hoje é usado), para o forno com grelhas horizontais onde se colocam os patos a assar. Este tipo de forno é aquecido com o fogo de palha de sorgo e os patos só são postos a assar quando o fogo se apaga, apanhando apenas o calor das paredes, o o que faz com que a pele fique tostada, mas a carne continue tenra e gostosa no fim do assado. 
Durante o período Qianlong (1736-1796), de acordo com o que escreveu o poeta e “gourmet” Yuan Mei, no seu livro “Receitas do Jardim de Suiyuan”, “o pato é assado em espetos que são virados dentro do forno”. O restaurante Quanjude, localizado perto da Porta Hepingmen (Porta da Paz), abriu em 1979 e tem capacidade para servir cinco mil refeições de pato por dia.  O primeiro restaurante com este nome foi inaugurado em 1864, durante o reinado de Tongzhi, da Dinastia Qing: Yang Quanren, um comerciante de patos e galinhas, comprou um estabelecimento chamado De Juquan numa das ruas mais populares de Pequim e mudou as “sílabas” do nome para Quanjude, que significa “reportório de todas as virtudes”. Convidou um antigo chef do palácio imperial para começar a preparação de pato assado e, devido à sua alta qualidade,  abriu várias “filiais”.   Em 1926, o antigo restaurante Bianyifang  já tinha nove filiais, pelo que a recente expansão do Quanjude, em 1979, evitou que se tivesse de fazer reservas de mesa com uma semana de antecedência. Como já foi referido, são diariamente servidos apenas em Beijing, em média, cerca de 3000 patos assados.